# 9246 Німейєр
9246 Німейєр (9246 Niemeyer) — астероїд головного поясу, відкритий 25 квітня 1998 року.
Тіссеранів параметр щодо Юпітера — 3,526.
Названо на честь бразильського архітектора Оскар Німейєр